# エーシンホワイティ
エーシンホワイティ（欧字名:A Shin Whity、2007年3月27日 - 不明）は、日本の競走馬。主な勝ち鞍に2010年のファルコンステークス、2014年の新潟ジャンプステークス。
馬名の由来は、冠名＋白っぽい。

## 経歴

### デビュー前
2007年3月27日、北海道新ひだか町の千代田牧場で生まれる。2007年、北海道セレクションセール当歳市場において2,610万円（税別）で平井豊光に落札される。

### 2歳（2009年）
栗東トレーニングセンターの松元茂樹厩舎に入厩し、6月28日の2歳新馬（阪神ダート1200m）でデビュー。初戦は4着に敗れる。2戦目から芝を使われ、2歳未勝利をクビ差制し2歳コースレコードのタイムで初勝利を挙げた。続くフェニックス賞は単勝1.9倍の支持を集めたが2着に敗れる。次走、デイリー杯2歳ステークスは7着に終わる。続く2歳500万下は人気に応え、2番手から3/4馬身抜け出して2歳コースレコードをマークし2勝目を飾った。福島2歳ステークスは後方から追い上げるも4着まで。GI挑戦となった朝日杯フューチュリティステークスは最後方からの競馬で9着に敗れた。

### 3歳（2010年）
3歳初戦、シンザン記念は7着。続くファルコンステークスは道中やや後方から直線外に持ち出すと鋭く伸び、内を突いて伸びてきたトシギャングスターをハナ差交わして1着。重賞初制覇を飾った。次走はニュージーランドトロフィーに進むが11着と惨敗。16番人気で挑んだNHKマイルカップは6着に食い込んだ。しかし、レース後に右撓骨遠位端骨折を発症していることが判明し、長期休養を余儀なくされた。

### 4歳（2011年）
10か月ぶりとなった復帰戦のオーシャンステークスは12着に終わる。続くオーストラリアトロフィーで0.1秒差の3着と好走すると、テレビ愛知オープンではヘッドライナーにハナ差の2着と惜敗した。CBC賞は5着と掲示板を確保した。その後は降級し、降級初戦となったジュライステークスは1.7倍の人気を集めたが、エーシンリターンズとの追い比べに敗れ2着。単勝1.4倍の断然人気で挑んだ彦根ステークスは好位で流れに乗ると、直線入り口で先頭に並び、最後は1馬身1/4差をつけて快勝。降級2戦目でオープンに返り咲いた。その後、セントウルステークスは10着、オパールステークス9着と今ひとつな競馬が続いた。その後は休養に入った。

### 5歳（2012年）
半年ぶりとなった5歳初戦、春雷ステークスはやや出遅れ気味のスタートで道中最後方から、直線で上がり最速の鋭い伸び脚を見せて外からまとめて差し切り優勝、5勝目を挙げた。続く京王杯スプリングカップは6着に敗れる。中1週で挑んだ安土城ステークスは後方から脚を伸ばすもドリームバレンチノに及ばず2着となった。3か月半ぶりとなったセントウルステークスはブービーの15着と大敗。オパールステークスはゴール前5頭が並ぶ接戦のなか、テイエムオオタカにクビ差の2着と惜敗した。その後、スワンステークス10着、京阪杯9着とそれぞれ敗れた。

### 6歳（2013年）
6歳になり、淀短距離ステークスは7着。続くシルクロードステークスは0.2秒差の6着となる。その後は、オーシャンステークス、新馬戦以来のダートとなった欅ステークス、函館スプリントステークスと3戦連続13着と惨敗に終わった。休養後、障害転向に向けて調教が行われた。

### 7歳（2014年）
障害転向初戦、7か月半ぶりの出走となった障害4歳上未勝利で2着と好走する。障害2戦目となった障害4歳上未勝利も2着に入り、3戦目で1.3倍の断然人気に応え5馬身差の快勝。障害初勝利を飾る。3か月ぶりとなった障害3歳上オープンは2番手から直線で逃げるニジブルームを交わして1着、連勝を飾った。重賞挑戦となった新潟ジャンプステークスは3コーナーで先頭に立つと、直線で加速しそのまま独走。後続に10馬身差をつける圧勝で平地・障害の重賞制覇を成し遂げた。次走、東京ハイジャンプはいったん先頭に立つも最後にサンレイデュークにクビ差差し切られ2着に敗れた。断然人気で挑んだ秋陽ジャンプステークスは2着とは接戦だったが、3着以下に大差をつけるレコードタイムで制して障害連対記録を7に伸ばした。

### 8歳（2015年）- 9歳（2016年）
8歳初戦、春麗ジャンプステークスはゴール前でダノンゴールドを捕えて1着。障害5勝目を飾ると、3か月後の障害4歳上オープンを2着に5馬身差、3着には大差をつけて1着、レコードタイムで3連勝を飾った。1.4倍の人気でのレースとなった東京ジャンプステークスは前目につけるも馬群に飲まれ9着と惨敗。連続連対記録が9でストップした。連覇を狙った新潟ジャンプステークスは3着と善戦する。続く東京ハイジャンプは逃げ切ったサナシオンに2馬身半差の2着に敗れた。次走、秋陽ジャンプステークスは5着に敗れる。その後は怪我により長期離脱となった。
9歳になっても現役を続け、9か月ぶりとなった復帰戦、新潟ジャンプステークスはブービーの13着と惨敗。これが最後のレースとなり、9月8日付けで競走馬登録を抹消された。障害では全レースを北沢伸也が乗り続けた。

## 競走成績
以下の内容は、JBISサーチおよびnetkeiba.comに基づく。
| 競走日     | 競馬場 | 競走名           | 格       | 距離（馬場）  | 頭 数 | 枠 番 | 馬 番 | オッズ （人気） | 着順 | タイム （上り3F） | 着差  | 騎手      | 斤量 [kg] | 1着馬（2着馬）         | 馬体重 [kg] | 備考     |
| ---------- | ------ | ---------------- | -------- | ------------- | ----- | ----- | ----- | --------------- | ---- | ----------------- | ----- | --------- | --------- | ---------------------- | ----------- | -------- |
| 2009.06.28 | 阪神   | 2歳新馬          |          | ダ1200m（良） | 16    | 1     | 2     | 003.30（1人）   | 04着 | R1:13.9（37.0）   | -1.5  | 0福永祐一 | 54        | ゴーオンホーマン       | 476         |          |
| 0000.07.19 | 小倉   | 2歳未勝利        |          | 芝1200m（良） | 9     | 4     | 4     | 004.00（2人）   | 01着 | R1:08.0（34.7）   | -0.0  | 0福永祐一 | 54        | （トシザマキ）         | 470         |          |
| 0000.08.15 | 小倉   | フェニックス賞   | OP       | 芝1200m（重） | 9     | 7     | 7     | 001.90（1人）   | 02着 | R1:09.7（35.6）   | -0.3  | 0福永祐一 | 54        | カレンナホホエミ       | 470         |          |
| 0000.10.17 | 京都   | デイリー杯2歳S   | JpnII    | 芝1600m（良） | 13    | 4     | 4     | 017.60（6人）   | 07着 | R1:34.4（34.7）   | -0.7  | 0福永祐一 | 55        | リディル               | 478         |          |
| 0000.11.07 | 京都   | 2歳500万下       |          | 芝1200m（良） | 7     | 7     | 7     | 002.40（1人）   | 01着 | R1:08.0（33.8）   | -0.1  | 0国分恭介 | 52        | （エーシンダックマン） | 478         |          |
| 0000.11.22 | 福島   | 福島2歳S         | OP       | 芝1200m（良） | 16    | 5     | 10    | 002.10（1人）   | 04着 | R1:09.5（34.7）   | -0.3  | 0中館英二 | 56        | モトヒメ               | 478         |          |
| 0000.12.20 | 中山   | 朝日杯FS         | JpnI     | 芝1600m（良） | 16    | 5     | 9     | 046.5（11人）   | 09着 | R1:34.9（34.2）   | -0.9  | 0安藤勝己 | 55        | ローズキングダム       | 474         |          |
| 2010.01.10 | 京都   | シンザン記念     | GIII     | 芝1600m（良） | 16    | 8     | 15    | 009.40（5人）   | 07着 | R1:35.2（35.1）   | -0.9  | 0安藤勝己 | 56        | ガルボ                 | 470         |          |
| 0000.03.20 | 中京   | ファルコンS      | GIII     | 芝1200m（良） | 18    | 7     | 15    | 007.90（4人）   | 01着 | 01:08.7（34.3）   | -0.0  | 0北村友一 | 56        | （トシギャングスター） | 468         |          |
| 0000.04.10 | 中山   | NZT              | GII      | 芝1600m（良） | 16    | 5     | 10    | 030.7（10人）   | 11着 | R1:34.8（36.5）   | -1.9  | 0北村友一 | 56        | サンライズプリンス     | 470         |          |
| 0000.05.09 | 東京   | NHKマイルC       | GI       | 芝1600m（良） | 18    | 8     | 18    | 137.4（16人）   | 06着 | R1:32.4（34.2）   | -1.0  | 0北村友一 | 57        | ダノンシャンティ       | 468         |          |
| 2011.03.05 | 中山   | オーシャンS      | GIII     | 芝1200m（良） | 16    | 4     | 8     | 038.20（9人）   | 12着 | R1:08.9（34.6）   | -1.1  | 0北村友一 | 57        | ダッシャーゴーゴー     | 488         |          |
| 0000.04.23 | 京都   | オーストラリアT  | OP       | 芝1200m（不） | 18    | 2     | 3     | 038.20（9人）   | 03着 | R1:09.3（34.3）   | -0.1  | 0北村友一 | 55        | パドトロワ             | 488         |          |
| 0000.05.21 | 京都   | テレビ愛知OP     |          | 芝1400m（良） | 17    | 3     | 5     | 004.90（2人）   | 02着 | R1:20.0（33.0）   | -0.0  | 0北村友一 | 56        | ヘッドライナー         | 488         |          |
| 0000.06.12 | 阪神   | CBC賞            | GIII     | 芝1200m（良） | 16    | 3     | 5     | 005.90（3人）   | 05着 | R1:08.5（34.0）   | -0.4  | 0北村友一 | 56        | ダッシャーゴーゴー     | 490         |          |
| 0000.07.09 | 京都   | ジュライS        | 1600万下 | 芝1400m（良） | 18    | 7     | 15    | 001.70（1人）   | 02着 | R1:21.2（32.9）   | -0.2  | 0福永祐一 | 57        | エーシンリターンズ     | 488         |          |
| 0000.07.23 | 京都   | 彦根S            | 1600万下 | 芝1200m（良） | 10    | 8     | 10    | 001.40（1人）   | 01着 | 01:09.4（34.2）   | -0.2  | 0北村友一 | 57        | （リッカアリュール）   | 488         |          |
| 0000.09.11 | 阪神   | セントウルS      | GII      | 芝1200m（良） | 15    | 7     | 12    | 016.70（8人）   | 10着 | 01:09.2（34.7）   | -0.7  | 0北村友一 | 57        | エーシンヴァーゴウ     | 488         | [ 注 1 ] |
| 0000.10.08 | 京都   | オパールS        | OP       | 芝1200m（良） | 16    | 8     | 16    | 004.70（2人）   | 09着 | R1:07.5（33.2）   | -0.4  | 0北村友一 | 56        | アポロフェニックス     | 494         |          |
| 2012.04.08 | 中山   | 春雷S            | OP       | 芝1200m（良） | 16    | 1     | 2     | 011.20（7人）   | 01着 | 01:08.4（33.1）   | -0.0  | 0森泰斗   | 56        | （キョウワマグナム）   | 498         |          |
| 0000.05.12 | 東京   | 京王杯SC         | GII      | 芝1400m（良） | 15    | 4     | 6     | 011.00（6人）   | 06着 | 01:20.5（34.0）   | -0.4  | 0蛯名正義 | 56        | サダムパテック         | 496         |          |
| 0000.05.27 | 京都   | 安土城S          | OP       | 芝1400m（良） | 11    | 7     | 8     | 002.80（1人）   | 02着 | R1:20.0（33.2）   | -0.2  | 0北村友一 | 57        | ドリームバレンチノ     | 504         |          |
| 0000.09.09 | 阪神   | セントウルS      | GII      | 芝1200m（良） | 16    | 3     | 5     | 044.70（9人）   | 15着 | R1:08.5（33.8）   | -1.2  | 0福永祐一 | 56        | エピセアローム         | 504         |          |
| 0000.10.07 | 京都   | オパールS        | OP       | 芝1200m（良） | 15    | 3     | 4     | 012.20（5人）   | 02着 | R1:08.1（33.1）   | -0.0  | 0松山弘平 | 57        | テイエムオオタカ       | 506         |          |
| 0000.10.27 | 京都   | スワンS          | GII      | 芝1400m（良） | 16    | 1     | 2     | 018.30（7人）   | 10着 | 01:21.1（33.8）   | -0.6  | 0松山弘平 | 56        | グランプリボス         | 512         |          |
| 0000.11.24 | 京都   | 京阪杯           | GIII     | 芝1200m（良） | 18    | 7     | 14    | 013.70（8人）   | 09着 | R1:08.9（33.9）   | -0.4  | 0松山弘平 | 56        | ハクサンムーン         | 512         |          |
| 2013.01.14 | 京都   | 淀短距離S        | OP       | 芝1200m（重） | 16    | 4     | 7     | 007.30（3人）   | 07着 | R1:10.5（34.4）   | -0.13 | 0北村友一 | 57        | アイラブリリ           | 510         |          |
| 0000.01.27 | 京都   | シルクロードS    | GIII     | 芝1200m（良） | 16    | 7     | 13    | 010.10（5人）   | 06着 | 01:08.8（33.0）   | -0.2  | 0小牧太   | 56        | ドリームバレンチノ     | 508         |          |
| 0000.03.02 | 中山   | オーシャンS      | GIII     | 芝1200m（良） | 16    | 6     | 11    | 020.40（6人）   | 13着 | R1:09.8（35.6）   | -1.3  | 0小牧太   | 56        | サクラゴスペル         | 504         |          |
| 0000.05.25 | 東京   | 欅S              | OP       | ダ1400m（良） | 15    | 6     | 12    | 065.4（12人）   | 13着 | 01:25.2（36.1）   | -1.5  | 0丸田恭介 | 57        | アドマイヤロイヤル     | 506         |          |
| 0000.06.16 | 函館   | 函館スプリントS  | GIII     | 芝1200m（良） | 16    | 8     | 15    | 154.1（14人）   | 13着 | R1:08.9（33.6）   | -0.4  | 0川須栄彦 | 56        | パドトロワ             | 506         |          |
| 2014.01.26 | 中京   | 障害4歳上未勝利  |          | 障3000m（良） | 14    | 3     | 3     | 003.80（2人）   | 02着 | R3:21.5（13.4）   | -0.6  | 0北沢伸也 | 60        | ピンクピアリス         | 524         |          |
| 0000.02.24 | 東京   | 障害4歳上未勝利  |          | 障3000m（良） | 14    | 3     | 4     | 002.30（1人）   | 02着 | R3:22.3（13.5）   | -0.2  | 0北沢伸也 | 60        | テイエムオペラドン     | 522         |          |
| 0000.03.22 | 中京   | 障害4歳上未勝利  |          | 障3000m（良） | 13    | 7     | 11    | 001.30（1人）   | 01着 | R3:21.8（13.5）   | -0.9  | 0北沢伸也 | 60        | （オリオンザポラリス） | 520         |          |
| 0000.07.05 | 中京   | 障害3歳上OP      |          | 障3300m（重） | 11    | 7     | 9     | 003.20（2人）   | 01着 | R3:37.8（13.2）   | -0.3  | 0北沢伸也 | 60        | （ニジブルーム）       | 516         |          |
| 0000.08.30 | 新潟   | 新潟ジャンプS    | J・GIII  | 障3250m（良） | 13    | 7     | 12    | 002.60（1人）   | 01着 | R3:32.2（13.1）   | -1.6  | 0北沢伸也 | 60        | （ヤマカツハクリュウ） | 512         |          |
| 0000.10.13 | 東京   | 東京ハイジャンプ | J・GII   | 障3110m（良） | 14    | 5     | 7     | 002.30（1人）   | 02着 | R3:27.1（13.3）   | -0.0  | 0北沢伸也 | 60        | サンレイデューク       | 518         |          |
| 0000.11.22 | 東京   | 秋陽ジャンプS    | OP       | 障3110m（良） | 14    | 4     | 5     | 001.30（1人）   | 01着 | R3:24.8（13.2）   | -0.1  | 0北沢伸也 | 61        | （ソンブレロ）         | 524         |          |
| 2015.02.14 | 東京   | 春麗ジャンプS    | OP       | 障3100m（良） | 14    | 4     | 6     | 001.80（1人）   | 01着 | R3:25.5（13.3）   | -0.1  | 0北沢伸也 | 60        | （ダノンゴールド）     | 516         |          |
| 0000.05.09 | 新潟   | 障害4歳上OP      |          | 障3290m（良） | 14    | 8     | 13    | 001.60（1人）   | 01着 | R3:24.7（13.1）   | -0.9  | 0北沢伸也 | 61        | （ダノンゴールド）     | 518         |          |
| 0000.06.27 | 東京   | 東京ジャンプS    | J・GIII  | 障3110m（稍） | 14    | 8     | 14    | 001.40（1人）   | 09着 | R3:29.3（13.5）   | -2.1  | 0北沢伸也 | 60        | オースミムーン         | 516         |          |
| 0000.08.29 | 新潟   | 新潟ジャンプS    | J・GIII  | 障3250m（稍） | 14    | 5     | 8     | 002.00（1人）   | 03着 | R3:30.0（12.9）   | -0.3  | 0北沢伸也 | 60        | ティリアンパープル     | 518         |          |
| 0000.10.18 | 東京   | 東京ハイジャンプ | J・GII   | 障3110m（良） | 11    | 6     | 7     | 003.90（2人）   | 02着 | R3:26.2（13.3）   | -0.4  | 0北沢伸也 | 60        | サナシオン             | 522         |          |
| 0000.11.23 | 東京   | 秋陽ジャンプS    | OP       | 障3110m（良） | 14    | 4     | 4     | 001.70（1人）   | 05着 | R3:30.9（13.6）   | -1.9  | 0北沢伸也 | 61        | マキオボーラー         | 524         |          |
| 2016.08.27 | 新潟   | 新潟ジャンプS    | J・GIII  | 障3250m（良） | 14    | 8     | 14    | 009.30（4人）   | 13着 | R3:34.2（13.2）   | -4.3  | 0北沢伸也 | 60        | タイセイドリーム       | 510         |          |

- タイム欄のRはレコード勝ちを示す。

1. ↑  障害戦は平均1F

## 血統表
| エーシンホワイティの血統        | エーシンホワイティの血統                             | エーシンホワイティの血統                | （血統表の出典）                        | （血統表の出典） |
| 父系                            | テスコボーイ系                                       | テスコボーイ系                          | テスコボーイ系                          | [ § 2 ]          |
| 父 サクラバクシンオー 1989 鹿毛 | 父の父サクラユタカオー 1982 栗毛                     | *テスコボーイ Tesco Boy                 | Princely Gift                           | Princely Gift    |
| 父 サクラバクシンオー 1989 鹿毛 | 父の父サクラユタカオー 1982 栗毛                     | *テスコボーイ Tesco Boy                 | Suncourt                                |                  |
| 父 サクラバクシンオー 1989 鹿毛 | 父の父サクラユタカオー 1982 栗毛                     | アンジェリカ                            | *ネヴァービート                         | *ネヴァービート  |
| 父 サクラバクシンオー 1989 鹿毛 | 父の父サクラユタカオー 1982 栗毛                     | アンジェリカ                            | スターハイネス                          |                  |
| 父 サクラバクシンオー 1989 鹿毛 | 父の母サクラハゴロモ 1984 鹿毛                       | *ノーザンテースト Northern Taste        | Northern Dancer                         | Northern Dancer  |
| 父 サクラバクシンオー 1989 鹿毛 | 父の母サクラハゴロモ 1984 鹿毛                       | *ノーザンテースト Northern Taste        | Lady Victoria                           |                  |
| 父 サクラバクシンオー 1989 鹿毛 | 父の母サクラハゴロモ 1984 鹿毛                       | *クリアアンバー Clear Amber             | Ambiopoise                              | Ambiopoise       |
| 父 サクラバクシンオー 1989 鹿毛 | 父の母サクラハゴロモ 1984 鹿毛                       | *クリアアンバー Clear Amber             | One Clear Call                          |                  |
| 母 ライジングサンデー 1998 鹿毛 | 母の父*サンデーサイレンス Sunday Silence 1986 青鹿毛 | Halo                                    | Hail to Reason                          | Hail to Reason   |
| 母 ライジングサンデー 1998 鹿毛 | 母の父*サンデーサイレンス Sunday Silence 1986 青鹿毛 | Halo                                    | Cosmah                                  |                  |
| 母 ライジングサンデー 1998 鹿毛 | 母の父*サンデーサイレンス Sunday Silence 1986 青鹿毛 | Wishing Well                            | Understanding                           | Understanding    |
| 母 ライジングサンデー 1998 鹿毛 | 母の父*サンデーサイレンス Sunday Silence 1986 青鹿毛 | Wishing Well                            | Mountain Flower                         |                  |
| 母 ライジングサンデー 1998 鹿毛 | 母の母タレンティドガール 1984 鹿毛                   | *リマンド                               | Alcide                                  | Alcide           |
| 母 ライジングサンデー 1998 鹿毛 | 母の母タレンティドガール 1984 鹿毛                   | *リマンド                               | Admonish                                |                  |
| 母 ライジングサンデー 1998 鹿毛 | 母の母タレンティドガール 1984 鹿毛                   | チヨダマサコ                            | *ラバージョン                           | *ラバージョン    |
| 母 ライジングサンデー 1998 鹿毛 | 母の母タレンティドガール 1984 鹿毛                   | チヨダマサコ                            | ミスオーハヤブサ                        |                  |
| 母系(F-No.)                     | ビューチフルドリーマー(GB)系(FN:12号族)              | ビューチフルドリーマー(GB)系(FN:12号族) | ビューチフルドリーマー(GB)系(FN:12号族) | [ § 3 ]          |
| 5代内の近親交配                 | アウトブリード                                       | アウトブリード                          | アウトブリード                          | [ § 4 ]          |
| 出典                            | 1. 2. 3. 4.                                          | 1. 2. 3. 4.                             | 1. 2. 3. 4.                             | 1. 2. 3. 4.      |